# Muzeum Wiktorii i Alberta
Muzeum Wiktorii i Alberta (ang. Victoria and Albert Museum) – największe muzeum sztuki i rzemiosła artystycznego w Londynie. Stała kolekcja liczy ponad 4,5 mln eksponatów. Znajduje się w dzielnicy South Kensington, w pobliżu Muzeum Historii Naturalnej i Muzeum Nauki, między stacjami South Kensington a Knightsbridge. Zostało założone w 1852 jako South Kensington Museum. Nazwa pochodzi od królowej Wiktorii i jej męża, księcia Alberta.
Kolekcja obejmuje przedmioty powstałe na przestrzeni 5000 lat, pochodzące z Europy, Ameryki Północnej, Azji i Afryki Północnej. Są to rzeźby, obrazy, rysunki, fotografie, książki, ceramika, meble, tkaniny, stroje, wyroby ze szkła i metalu, biżuteria itd.
Od 2001 wstęp do muzeum jest bezpłatny.
Pierwotny gmach muzeum zaprojektował Francis Fowke, brytyjski inżynier i architekt. Jego część przetrwała do dziś. Obecny budynek muzeum zaprojektował angielski architekt, sir Aston Webb.